# 1984 dans le catholicisme
Chronologie du catholicisme
- 1980
- 1981
- 1982
- 1983
- 1984
- 1985
- 1986
- 1987
- 1988

Cet article présente les faits marquants de l'année 1984 dans le catholicisme.

## Évènements
- 19 février : béatification des 99 Martyrs d'Angers.
- 11 mars : canonisation de Paule Frassinetti.
- 2 au 12 mai : voyage apostolique du pape en Alaska (États-Unis), en Corée du Sud, en Papouasie-Nouvelle-Guinée, aux Îles Salomon et en Thaïlande.
  - 6 mai : canonisation de 103 Martyrs de Corée.
- 12 au 17 juin : voyage apostolique du pape en Suisse.
- 9 au 21 septembre : voyage apostolique du pape au Canada.
  - 11 septembre : béatification de Marie-Léonie Paradis.
- 30 septembre : béatification de Isidore De Loor.
- 10 au 13 octobre : voyage apostolique du pape en Espagne, en République dominicaine et à Porto Rico.
- 21 octobre : canonisation de Miguel Febres Cordero.
- 25 novembre : béatification de Daniel Brottier et Élisabeth de La Trinité.
- 28 novembre : dernière catéchèse du pape sur la Théologie du corps, plus long enseignement jamais donné par un pape.

## Naissances
- 24 novembre : Matthieu Jasseron, dit Père Matthieu, prêtre et vidéaste français ayant quitté le sacerdoce

## Décès

### Janvier
- 1er janvier : Henri Van Camp, prêtre, enseignant, philosophe et théologien belge (° 19 juin 1908)

### Février
- 13 février : Jean Nicolas, prêtre assomptionniste et missionnaire français en URSS (° 2 novembre 1901)
- 24 février : Paul Seitz, prélat et missionnaire français, évêque de Kontum (° 22 décembre 1906)

### Mars
- 6 mars : Pierre Cochereau, organiste français, titulaire du grand orgue de Notre-Dame de Paris (° 9 juillet 1924)
- 12 mars : Joseph-Paul Strebler, prélat et missionnaire français, premier archevêque de Lomé (° 12 septembre 1892)
- 14 mars : Maxime Le Grelle, prêtre jésuite et écrivain belge (° 11 août 1906
- 21 mars : Raymond Fauveau, prêtre et auteur français (° 10 septembre 1901)
- 28 mars : Paul Nau, moine bénédictin et théologien français (° 12 avril 1901)
- 30 mars : Karl Rahner, prêtre jésuite, écrivain et théologien allemand (° 5 mars 1904)
- 31 mars : Sante Portalupi, prélat italien, diplomate du Saint-Siège et archevêque titulaire de Christopolis (de) (° 1er novembre 1909)

### Avril
- 9 avril : Paul-Pierre Philippe, cardinal dominicain français de la Curie, précédemment archevêque titulaire d'Héracléopolis Magna (de) (° 16 avril 1905)
- 29 avril : Manex Erdozaintzi-Etxart, prêtre franciscain, écrivain et poète français de langue basque (° 15 juillet 1934)
- 30 avril : Aimé Duval, prêtre jésuite et auteur-compositeur-interprète français (° 30 juin 1918)

### Mai
- 2 mai : Bienheureuse Sandra Sabattini, militante catholique italienne (° 19 août 1961)
- 31 mai: Bruno Wüstenberg, prélat allemand, diplomate du Saint-Siège et archevêque titulaire de Tyr (° 10 mars 1912)

### Juin
- 2 juin : Charles de Provenchères, prélat français, archevêque d'Aix-en-Provence (° 3 septembre 1904)
- 12 juin : François Ducaud-Bourget, prêtre traditionaliste et poète français (° 24 novembre 1897)

### Juillet
- 1er juillet : John M. Corridan, prêtre jésuite américain, militant anti-corruption et anti-mafia (° 15 juin 1911)
- 8 juillet : José Humberto Quintero Parra, premier cardinal vénézuélien, archevêque de Caracas (° 22 septembre 1902)
- 20 juillet : Bienheureux Luigi Novarese, prêtre et fondateur italien (° 29 juillet 1914)
- 28 juillet : Marsel Klerg, prêtre français, écrivain de langue bretonne (° 12 novembre 1912)[1]

### Août
- 16 août : Pierre Narbaitz, prêtre et historien français, écrivain et académicien de langue basque (° 25 mars 1910)
- 26 août : Lawrence Shehan, cardinal américain, archevêque de Baltimore (° 18 mars 1898)

### Septembre
- 4 septembre : André Jarlan, prêtre français, missionnaire au Chili, mort lors d'une manifestation contre la dictature (° 25 mai 1941)
- 6 septembre : Philip Francis Pocock, prélat canadien, archevêque de Toronto (° 2 juillet 1906)
- 7 septembre : Josyf Slipyj, cardinal ukrainien, archevêque majeur de Lviv des Ukrainiens (° 12 février 1892)
- 11 septembre : Alfred Ancel, prélat français, évêque auxiliaire de Lyon et évêque titulaire de Myrina (de) (° 22 octobre 1898)
- 14 septembre : Jean-Baptiste Fauret, prélat et missionnaire français, premier évêque de Pointe-Noire (° 8 octobre 1902)
- 23 septembre : Henri Carol, prêtre, organiste et compositeur français (° 18 janvier 1910)
- 25 septembre : Raimondo Viale, prêtre et résistant italien, Juste parmi les nations (° 15 mai 1907)

### Octobre
- 1er octobre : Michel Darmancier, prélat français, premier évêque de Wallis-et-Futuna (° 25 août 1918)
- 15 octobre : Paolo Marella, cardinal italien de la Curie, précédemment diplomate du Saint-Siège et archevêque titulaire de Dioclée (de) (° 25 janvier 1895)
- 19 octobre : Bienheureux Jerzy Popiełuszko, prêtre, aumônier de Solidarność et martyr polonais (° 14 septembre 1947)

### Novembre
- 22 novembre : Carl Hensler, prêtre américain connu pour son implication sociale (° 4 novembre 1898)
- 24 novembre : Charles-Henri Lévesque, prélat canadien, évêque de Sainte-Anne-de-la-Pocatière (° 29 décembre 1921)

### Décembre
- 8 décembre : Walter Ciszek, prêtre jésuite américain, prêtre clandestin en URSS, victime du Goulag (° 4 novembre 1904)